# Luiza Erundina
Luiza Erundina de Sousa (Uiraúna, Paraíba, 30 de noviembre de 1934), es una asistente social y política brasileña afiliada al Partido Socialismo y Libertad. Fue la primera mujer en ocupar la alcaldía de Sao Paulo entre 1989 hasta 1993 y actualmente es diputada federal por el estado de São Paulo, cargo que ocupa desde 1999.
Antigua militante petista, ganó notoriedad en 1988 cuando fue elegida como primera alcaldesa mujer de Sao Paulo y, también, la primera persona de izquierda en la historia de Brasil en ganar dicha nominación.